# Три медведя (мультфильм, 1937)
«Три медве́дя» — советский детский кукольный мультипликационный фильм 1937 года о необходимости бережного отношения к своим игрушкам.

## Сюжет
Девочка Маша небрежно относится к своим игрушкам. Плюшевый Мишка, которого Маша использовала в качестве щётки для туфель, убегает в лес. Однажды Маше снится сон: она превратилась в куклу и отправилась с игрушечным зайчиком на поиски Мишки. В лесу Маша попадает в руки медведей. От расправы её спасает Мишка. Проснувшись, Маша даёт слово любить и беречь свои игрушки.
— Советские художественные фильмы. Аннотированный каталог. Том II. 1961

## Создатели
| сценарист              | Виктор Шкловский                        |
| режиссёр-постановщик   | Мария Бендерская                        |
| оператор               | Л. Княжинский                           |
| художники-постановщики | Е. Евган, К. Левандовская               |
| композитор             | С. Тартаковский                         |
| звукооператор          | С. Горнштейн                            |
| режиссёр               | Мили Таут-Корсо                         |
| звукооформитель        | Борис Вольский                          |
| кукловоды              | А. Васильева, К. Залле, Мили Таут-Корсо |
| роли озвучивали        | М. Сапожникова, Светлана Антоненко      |

## Релизы на DVD
| Название       | Формат | Дистрибьютор | Другие мультфильмы в издании |
| -------------- | ------ | ------------ | --- |
| Лесные истории | DVD    | Крупный план | «Лесной концерт»; «Мишка-задира»; «Лесная история»; «Машенька и медведь»; «Чьи в лесу шишки?»; «Лиса, медведь и мотоцикл с коляской»; «Лесная хроника»; «На лесной тропе»; «Три медведя» |